# Riserva naturale orientata La Timpa
La riserva naturale orientata La Timpa è un'area naturale protetta situata nel comune di Acireale, nella città metropolitana di Catania.

## Territorio

I confini della riserva all'interno del comune di Acireale

La Timpa è un promontorio di circa 80 m di altezza a ridosso della costa di Acireale ed è situata lungo la costa che da Catania porta a Riposto.
La riserva è caratterizzata da rocce di origine vulcanica gradinate e da diverse faglie dove cresce una fitta vegetazione.
L'estensione totale è di 225,34 ettari, distinte in Riserva (Zona A) di 140,20 ha e Preriserva (Zona B) di 85,14 ettari.
Riferimenti geografici: I.G.M. I. 1:25.000 (V), Fg. 270 IV NE; Carta Tecnica Regionale 1:10.000 Fogli numeri 625140; 625150; 624030.
Il territorio è costituito da una striscia che corre parallela ed a ridosso della costa di circa 6 km, che va da Acque Grandi (nella frazione di Capomulini) sino ai piedi della frazione di Santa Maria degli Ammalati.
Si tratta di un massiccio formato a gradinate e faglie, originato sin dal cratere centrale sembra emergere con le sue lave dal mare. È formato da una sovrapposizione di strati avvenute nelle varie epoche. Grazie alla particolare conformazione, che rende impervio l'accesso e la fruizione, il territorio della riserva si presenta conservato ed in larga parte assolutamente incontaminato, pur se inserita in un contesto particolarmente antropizzato, come la costa orientale a nord di Catania.
Ai piedi del tratto centrale della riserva si trova il borgo marinaro di Santa Maria La Scala, che si può raggiungere anche con una scalinata che partendo da Acireale attraversa a zig-zag la parte centrale della Timpa (chiamate le chiazzette).
Per la particolarità il promontorio fu nei secoli utilizzato come piazzaforte militare, soprattutto per scopi di difesa dalle incursioni piratesche tramite la Fortezza del Tocco.

## Flora
La flora della riserva è costituita da alcune tipiche piante pioniere mediterranee. Fra gli arbusti si può osservare l'euforbia arborea caratterizzata da arbusti di color rossiccio e dalla fioritura di mazzolini di colore giallo-verde.

## Fauna
La fauna è costituita da alcuni piccoli rapaci come:il falco pellegrino, la poiana e il gheppio. Inoltre vi nidifica l'occhiocotto tipico uccello mediterraneo caratterizzato da un cappuccio nero e dal piumaggio, grigio biancastro. Sono presenti anche rapaci notturni come: il barbagianni e la civetta. Altri uccelli presenti sono:la garzetta, l'airone, il gabbiano comune, il gabbiano reale, il cormorano, il martin pescatore e l'upupa. Tra i mammiferi abbiamo: la volpe, il coniglio, il riccio, la donnola e l'istrice.